# Viadanica
Viadanica [viaˈdaːnika] (Idànga [iˈdaŋɡa] o Viadànega [vjaˈdanɛɡa] in dialetto bergamasco), è un comune italiano di 1 117 abitanti della provincia di Bergamo in Lombardia.
Situato nella piccola valle che, percorsa dal torrente Guerna si dirama dall'alta Valcalepio fino a raggiungere i colli di San Fermo e dista circa 30 chilometri a est dal capoluogo orobico. Il comune fa parte della Comunità montana dei Laghi Bergamaschi.

## Storia
Nonostante si trovi nei pressi del monte Bronzone, nelle cui vicinanze si trovavano numerose miniere di ferro utilizzate in epoca celtica e romana, la storia del paese ha un'origine abbastanza recente, risalente al Medioevo.
Sono infatti databili attorno al XII secolo i primi documenti che attestano l'esistenza del borgo di Viadanica, che è composto da numerose contrade sparse sulla collina senza che esista un vero e proprio centro storico. Il centro abitato si sviluppò in particolare modo in epoca medievale in località Capra, attorno alla chiesa parrocchiale.
Tuttavia recenti studi vorrebbero far risalire all'epoca longobarda o addirittura al tardo impero romano (come indicherebbe il suffisso del toponimo) i primi segni della presenza umana, come testimoniato da un piccolo luogo di culto intitolato a sant'Alessandro, sicuramente antecedente al IX secolo.
Successivamente l'intera provincia di Bergamo fu sconvolta dalle lotte fratricide tra le fazioni guelfa e ghibellina tanto che nella zona, precedentemente interessata soltanto da piccoli insediamenti abitativi sparsi, si verificò una notevole immigrazione di gruppi di persone in fuga che cercavano riparo in queste zone isolate e tranquille. 
Ben presto però la situazione si fece pesante anche qui, tanto che vennero costruite numerose fortificazioni e torri difensive al fine di proteggere i traffici locali e gli abitanti del borgo dalle incursioni.
Inizialmente assegnate alla diocesi di Bergamo, queste terre passarono nel corso del XIV secolo sotto il dominio della famiglia dei Calepio, che prese possesso di quasi tutta l'omonima valle. Il secolo successivo vide l'arrivo della Repubblica di Venezia che pose definitivamente termine alle lotte di fazione. Fu un periodo di calma, in cui Viadanica ritrovò la tranquillità e vide rifiorire le attività economiche, con un conseguente incremento demografico.
Durante i secoli successivi non si verificarono avvenimenti di rilievo per la comunità, che fu riguardata solo marginalmente dagli avvicendamenti tra la dominazione francese e quella austro-ungarica, fino all'avvento del Regno d'Italia nel 1859.

### Simboli
Lo stemma e il gonfalone del comune di Viadanica sono stati concessi con decreto del presidente della Repubblica dell'8 giugno 2007.
La presenza delle due torri testimonia il fatto che in epoca medioevale la zona costituiva un sistema fortificato a controllo dei traffici locali.
Il gonfalone è un drappo troncato di rosso e di bianco.

## Monumenti e luoghi d'interesse
Il territorio è inserito in un contesto naturalistico che offre la possibilità di numerose escursioni sulle propaggini circostanti, tra cui spiccano il monte Bronzone e il colle Cambline che regalano un'ottima panoramica sul lago d'Iseo e le zone circostanti.
Sono inoltre ancora presenti edifici storici di epoca medievale, tra cui quelli posti in contrada Capra ed in località Lerano e Giogo, poste a monte del territorio comunale, dove spiccano due torri.
In ambito religioso riveste notevole importanza la chiesa parrocchiale di San Giovanni Battista e Sant'Alessandro Martire che, risalente al XVI secolo, presenta opere di grande spessore artistico, tra le quali spicca la pala di Palma il Giovane raffigurante la Presentazione di Gesù, nonché due statue in legno di Andrea Fantoni.
La chiesa è sede dell'omonima parrocchia afferente alla comunità ecclesiastica territoriale sebino val Calepio, diocesi di Bergamo.
È inoltre degna di menzione la sopra citata chiesa romanica di Sant'Alessandro, situata in località Canzanica facente parte della parrocchia di Viadanica ma territorio di Adrara San Martino. La struttura originaria venne costruita nel IX secolo, di cui rimangono parti delle pareti e della muratura. A ristrutturazioni effettuate nel basso Medioevo risalgono invece l'abside in stile romanico e la torre campanaria, che non hanno snaturato la struttura dell'edificio, al cui interno fanno bella mostra di sé alcuni affreschi eseguiti tra il XIV ed il XV secolo. Recentemente sottoposto ad un attento restauro, è stato dichiarato monumento nazionale.
Nel territorio sono presenti anche la Chiesa di San Rocco, in località Lerano, e la cappella di San Girolamo Miani, nella contrada Bustosede.

## Società

### Evoluzione demografica
Abitanti censiti

## Geografia antropica
Secondo lo Statuto comunale, la circoscrizione territoriale non comprende frazioni.
Il centro abitato è infatti suddiviso nelle seguenti contrade:
- Capra (sede comunale)
- Bustosede
- Riva
- Rasetti
- Sorti
- Finaletto
- Lerano
- Dosso
- Colognola
- Giogo
- Pietra

## Amministrazione
| Periodo        | Periodo       | Primo cittadino | Partito                      | Carica  | Note |
| -------------- | ------------- | --------------- | ---------------------------- | ------- | ---- |
| 14 giugno 2004 | 7 giugno 2009 | Silvano Paris   | Lista civica                 | Sindaco |      |
| 8 giugno 2009  | in carica     | Angelo Vegini   | Lista civica - Per Viadanica | Sindaco |      |